# 恩賜箱根公園
恩賜箱根公園（おんしはこねこうえん）は、神奈川県足柄下郡箱根町元箱根にある神奈川県立の都市公園（風致公園）。国の登録記念物。

## 概要
ここはかつての箱根離宮跡で、1946年に一般開放された。芦ノ湖に突き出た塔ヶ島と呼ばれる半島にあり、離宮を模した展望台からは箱根外輪山や富士山が一望できる。園内の散策路では、5月にはツツジ、夏から秋にかけてはヤマユリを楽しむことができる。周辺には箱根関所跡や旧東海道杉並木などの観光名所がある。
離宮当時の地形や施設の痕跡を生かした公園整備が、造園文化の発展に寄与した意義深い事例であるとして、2013年に国の登録記念物に登録された。

## 沿革
- 1884年 - 宮内庁が塔ヶ島地区の土地を買収、箱根離宮の造営開始
- 1886年7月 - 函根離宮完成
- 1923年・1930年 - 関東大震災・北伊豆地震により箱根離宮倒壊
- 1946年3月18日 - 箱根離宮跡地が神奈川県に下賜され、同年5月5日に一般開放
- 1959年4月 - 県立都市公園に指定
- 1979年 - かながわの景勝50選に選定
- 1989年 - 園内再整備工事開始
- 2006年 - 日本の歴史公園100選（第一次）に選定
- 2013年8月1日 - 「恩賜箱根公園」として国の登録記念物に登録

## 施設

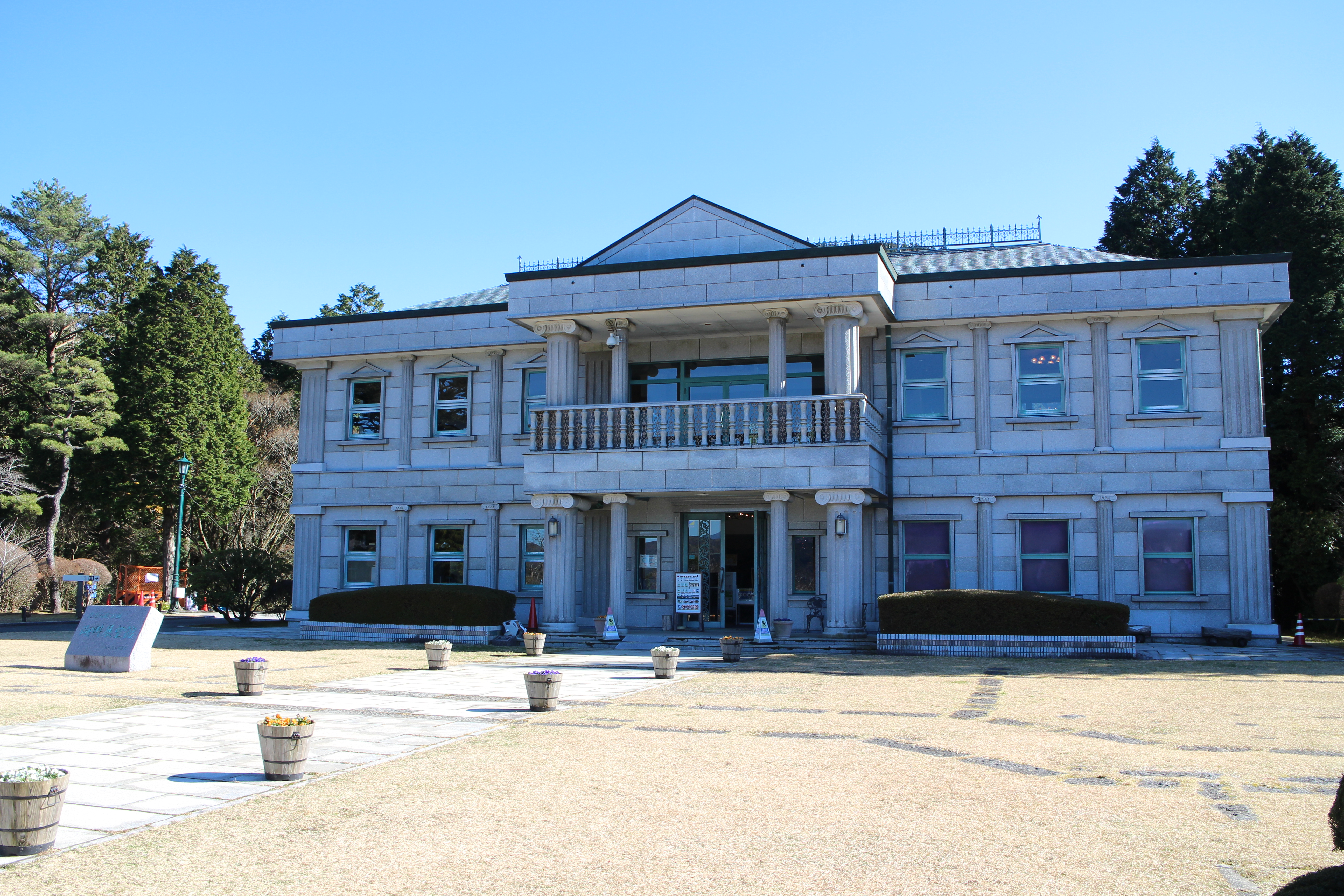
湖畔展望館
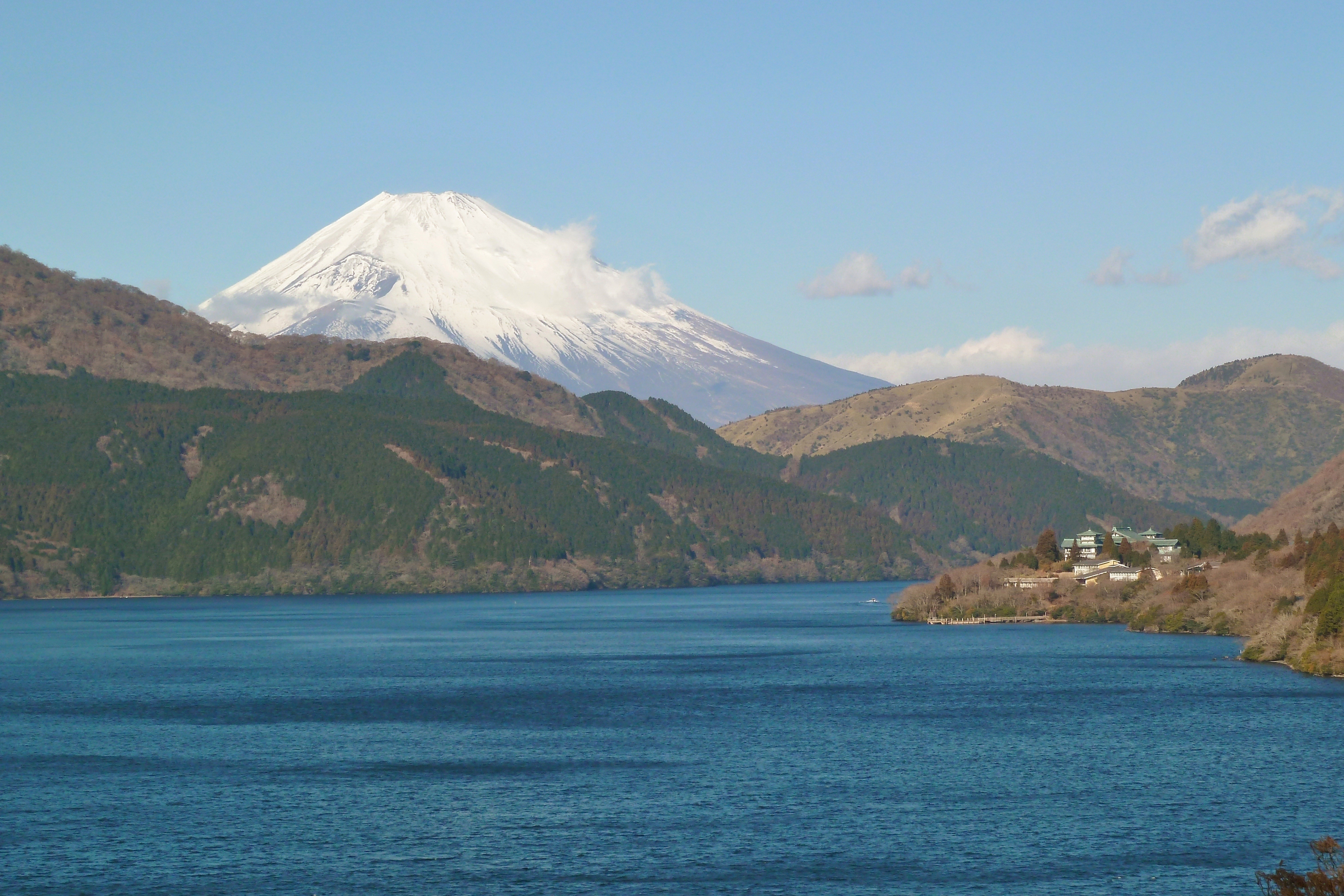
「疎林の広場」から見た芦ノ湖、箱根外輪山、富士山
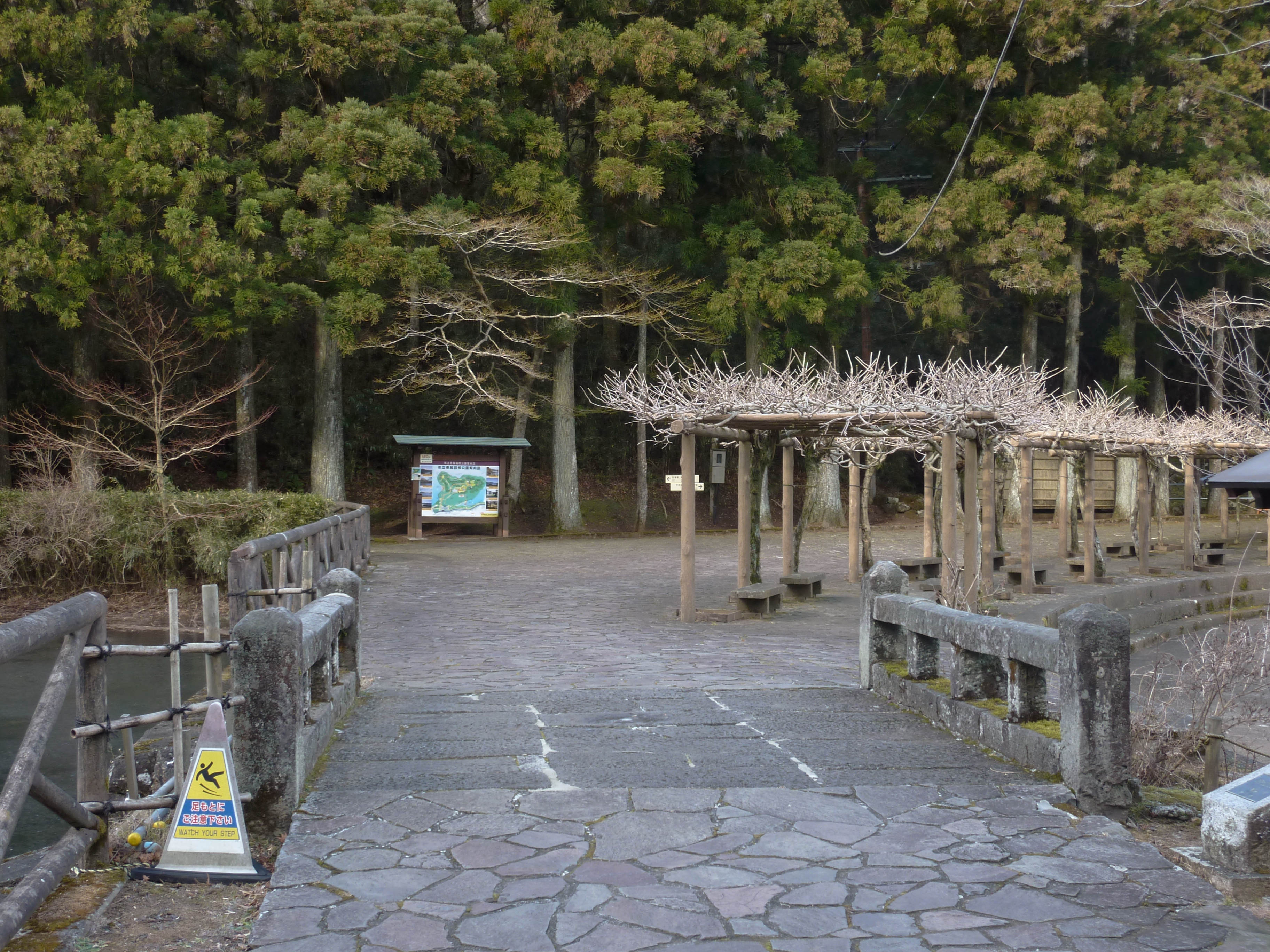
芦川橋

- 中央広場(礎石広場)
- 弁天の鼻展望台
- 塔の鼻広場
- 湖畔の広場
- 草花の丘
- ヒメシャラ林
- 疎林の広場
- 馬場跡
- 野鳥の池
- 藤棚広場
- 芦川橋（かながわの橋100選に選定）
- 駐車場

- 湖畔展望館
- 「疎林の広場」から見た芦ノ湖、箱根外輪山、富士山
- 芦川橋